# Museum der Geschichte Polens

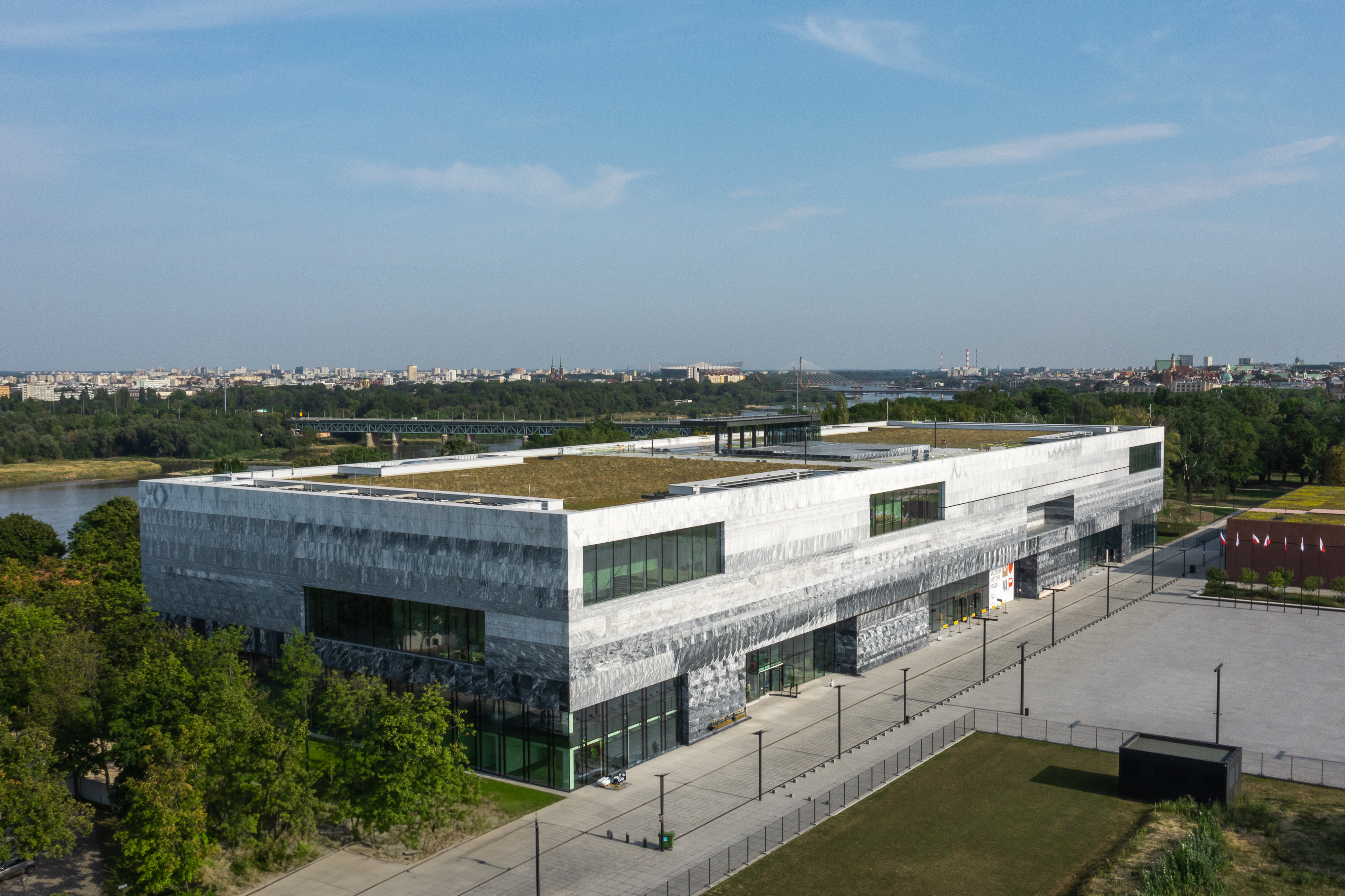
Museumsgebäude auf dem Gelände der Warschauer Zitadelle (2023).

Das Museum der Geschichte Polens (Muzeum Historii Polski) ist ein im Jahr 2006 gegründetes Museum in Warschau. Das zukünftige[veraltet] Ausstellungsgebäude des Museums wird derzeit auf dem Gelände der Warschauer Zitadelle errichtet.

## Geschichte
Am 2. Mai 2006 wurde im Warschauer Königsschloss die Gründungsurkunde zum Museum vom polnischen Kultusminister Kazimierz Michał Ujazdowski und dem Premierminister des Landes, Kazimierz Marcinkiewicz, unterzeichnet. Bis zur Fertigstellung des Museumsgebäudes befindet sich der Sitz des Museums in der Ulica Mokotowska 33/35. Ab der Museumsgründung wurde nach einem geeigneten Standort für einen Museumsneubau gesucht. Zunächst fiel die Wahl auf einen Platz in der Nähe des Ujazdów-Schlosses am Łazienki-Park, zu dem das Museum 2009 einen Architekturwettbewerb ausschrieb, den das Architekturbüro Paczowski et Fritsch aus Luxemburg für sich entscheiden konnte. Im Jahr 2010 wurde das Projekt aus Finanzierungsgründen zunächst gestoppt. Ab 2015 wurde die Errichtung des Museums in der Warschauer Zitadelle verhandelt und im Januar 2016 ein entsprechender Vertrag in Anwesenheit des Kulturministers Piotr Gliński unterzeichnet. Als Architekten wurde WXCA unter Szczepan Wroński verpflichtet, die bereits im Jahr 2009 die Ausschreibung für das Museum der polnischen Armee gewonnen hatten. Im Mai 2018 wurde bekanntgegeben, dass Budimex als Generalunternehmer das Museum bauen wird.
In der Warschauer Zitadelle wird das Museum von dem gleichzeitig errichteten Neubau für das Museum der polnischen Armee, dem Katyn-Museum sowie dem X. Pavillon umgeben sein. Die Gesamtfläche des Museums wird etwa 44.000 Quadratmeter betragen.
Das Ziel der wissenschaftlichen Tätigkeit des Museums ist die Initiierung von Debatten und interdisziplinären Forschungen zur polnischen Geschichte. Dazu werden wissenschaftliche Seminare und Konferenzen veranstaltet, Forschungsarbeiten und Quellenausgaben herausgegeben sowie internationale Forschungskooperationen aufgebaut.